# Phrissocystis
Phrissocystis is een geslacht van zee-egels uit de familie Macropneustidae.

## Soorten
- Phrissocystis aculeata A. Agassiz, 1898
- Phrissocystis multispina A. Agassiz & H.L. Clark, 1907